# درة الحجال فى أسماء الرجال
دُرَّة الحجّال في أسماء الرجال، المعروف أيضاً بـذِيل وفيات الأعيان،هو معجم تراجم جمع فيه مؤلفه تراجم أعلام عصره وهو من تأليف أبو العباس أحمد بن محمد المكناسي (المعروف بابن القاضي) (توفي 1025هـ)، يضم تراجم لأعلام ظهروا في المجتمع الإسلامي منذ القرن السابع الهجري حتى أوائل القرن الحادي عشر خصوصًا أعلام الدولة السعدية في المغرب.

## نبذة
يُعد هذا الكتاب من ذُيول "وفيات الأعيان" لابن خلكان، ويحتوي على تراجم لشخصيات متنوعة شملت العلماء والأدباء والأعلام من مختلف الفئات. في مقدمته، أوضح المؤلف أنه لم يقتصر على العلماء أو الأدباء فقط، بل شمل "كل من له شهرة ... من أولى الفضل والأعلام":
.يُعد الكتاب ذيلاً وتتمّة لمدوّنات التراجم التقليدية، مستوفياً تراجمًا لأسماء لم تُفصَّل في بعض المراجع الأقدم، ويشتمل على معلومات تتعلق بالنسب، والمولد، والمناصب، والمؤلفات (عند وُجودها)، ونماذج شعرية أحيانًا، مع تحديد سنة الوفاة وربطها بأحداث العام في بعض الحالات.

## خلفية التأليف
أفاد المؤلف أنَّ الكتاب جاء لخدمة الخزانة العلمیة المنصوریة للسلطان أحمد المنصور الذهبي شاكراً فضله، فبدأ بترجمة أحمد بن خلكان واستمر بإدراج أعلام من سنة وفاة ابن خلكان (681هـ/1282م) وحتى أوائل القرن الحادي عشر الهجري.

## منهجية المؤلف
يوضح الكاتب أنه لم يقتصر على العلماء والأدباء فحسب، بل شمل «كل من له شهرة» وأعلام «ذوي الفضل والأعلام» في ذلك العصر. وبذلك لم يجتزئ فئة محددة، فوردت تراجم نجوم في السياسة والقضاء والفقه والتصوف والشعر والفروسية وغيرها. وقد ذكر أنه جمع ما حفظه من أخبار الأعيان ابتداءً من وفاة ابن خلكان حتى نهاية القرن العاشر وأوائل الحادي عشر الهجري. وعَلِمًا منه بأدب المصنّفين المغاربة رتّب الكتاب على حروف المعجم بالطريقة المغربية التقليدية (ابتدأ بالأحمدين وأنهى بالياء).يقول المؤلف في مقدمة كتابه:
درة الحِجَال في غرة أسماء الرجال
...

## الفترات التاريخية
يغطي الكتاب عصر السلالة السعدية في المغرب وعلماء المغرب ومصادرها السياسية منذ القرن السابع الهجري حتى أوائل القرن الحادي عشر، فمثلاً ذُكر فيه السلطان أحمد المنصور الذهبي (سابع سلاطين السعديين، ت 1012هـ) وخلفه السلطان مولاي زيدان الناصر (1613–1628م)، إضافة إلى العديد من الفقهاء والأدباء والشخصيات العامة.

## أهمية الكتاب في التراث الإسلامي
يصنف دُرَّة الحجّال ضمن كتب التراجم المرجعية التي تغطي حقبة حيوية من تاريخ المغرب والأندلس والمشرق بعد انقطاع السلاسل الكبرى.وتبرز أهميته في كونه مادة غنية بالتاريخ الاجتماعي والسياسي والثقافي، إضافة لاحتوائه على نصوص أدبية وشعرية. وقد طُبع الكتاب محققًا في 3 مجلدات عن دار التراث بالقاهرة وتونس (1970م)، ثم في مجلد واحد عن دار الكتب العلمية ببيروت (2002م). يقول محمد الأحمدي أبو النورمحقق طبعة دار الثراث :

## أبرز الشخصيات التاريخية الواردة في الكتاب
- أحمد المنصور الذهبي (956–1012هـ، 1549–1603م): سلطان المغرب السعدي الشهير المعروف بالذهبي. يُعتبر حكمه من أزهر عصور المغرب السعدي رخاءً وقوة[16]. قاد فتوحًا في المغرب وغزا غرب أفريقيا، واشتهر برعايته للعلوم[17].
- زيدان الناصر بن أحمد (المعروف بـ«مولاي زيدان»): تاسع ملوك السعديين وخلف والده أحمد المنصور[18]. عُرف بإدارة الأزمات السياسية في زمنه.
- أحمد بن علي المنجور (توفي 951هـ): فقيه وإمام مالكي من فاس، له مؤلفات في الفقه والأصول[19].
- أحمد بن خلكان: بدأ به المؤلف كتابه بوصفه صاحب وفيات الأعيان الذي يُعد الأصل لهذا الذيل[20].

## النسخ المطبوعة والمخطوطة
- الطبعات المحققة: طبعة دار التراث/مكتبة العتيقة بتونس (3 مجلدات، 1970م)[21]. طبعة دار الكتب العلمية (مجلد واحد، 2002م)[22].
- المخطوطات: نسخة محفوظة في الخزانة الملكية بالرباط، رقم 145059، وتعود كتابتها إلى أوائل القرن الحادي عشر[23].
- النسخ الرقمية: متاحة على المكتبة الشاملة والمكتبة الوقفية[24].

## روابط خارجية
- صفحة الكتاب في المكتبة الشاملة
- صفحة الكتاب على KetabOnline